# 翅茎冷水花
翅茎冷水花（学名：Pilea subcoriacea）为荨麻科冷水花属的植物，为中国的特有植物。分布在中国大陆的广西、湖南、贵州、四川等地，生长于海拔850米至1,800米的地区，一般生于山谷林下阴湿处，目前尚未由人工引种栽培。

## 别名
小赤麻（湖南吉首） 水赤麻（四川东部） 亚革质冷水花

## 异名
- Pilea pterocaulis (Chien) C. J. Chen
- Pilea symmeria Wedd. var. subcoriacea Hand.-Mazz.